# Беневентське князівство (наполеонівське)
Беневентське князівство (італ. Principato di Benevento; фр. Principauté de Bénévent) — недовговічне мініатюрне князівство в Італії, клієнтська держава Французької імперії. Створене Наполеоном після того, як він став королем Італії в 1805 році для свого головного дипломата Шарля Моріса де Талейрана-Перігора.

## Історія
В 1805 році Наполеон створив мініатюрне князівство, територія якого здебільшого збігалася з колишнім анклавом Папської держави у складі Неаполітанського королівства для свого головного дипломата Шарля Моріса де Талейрана-Перігора.

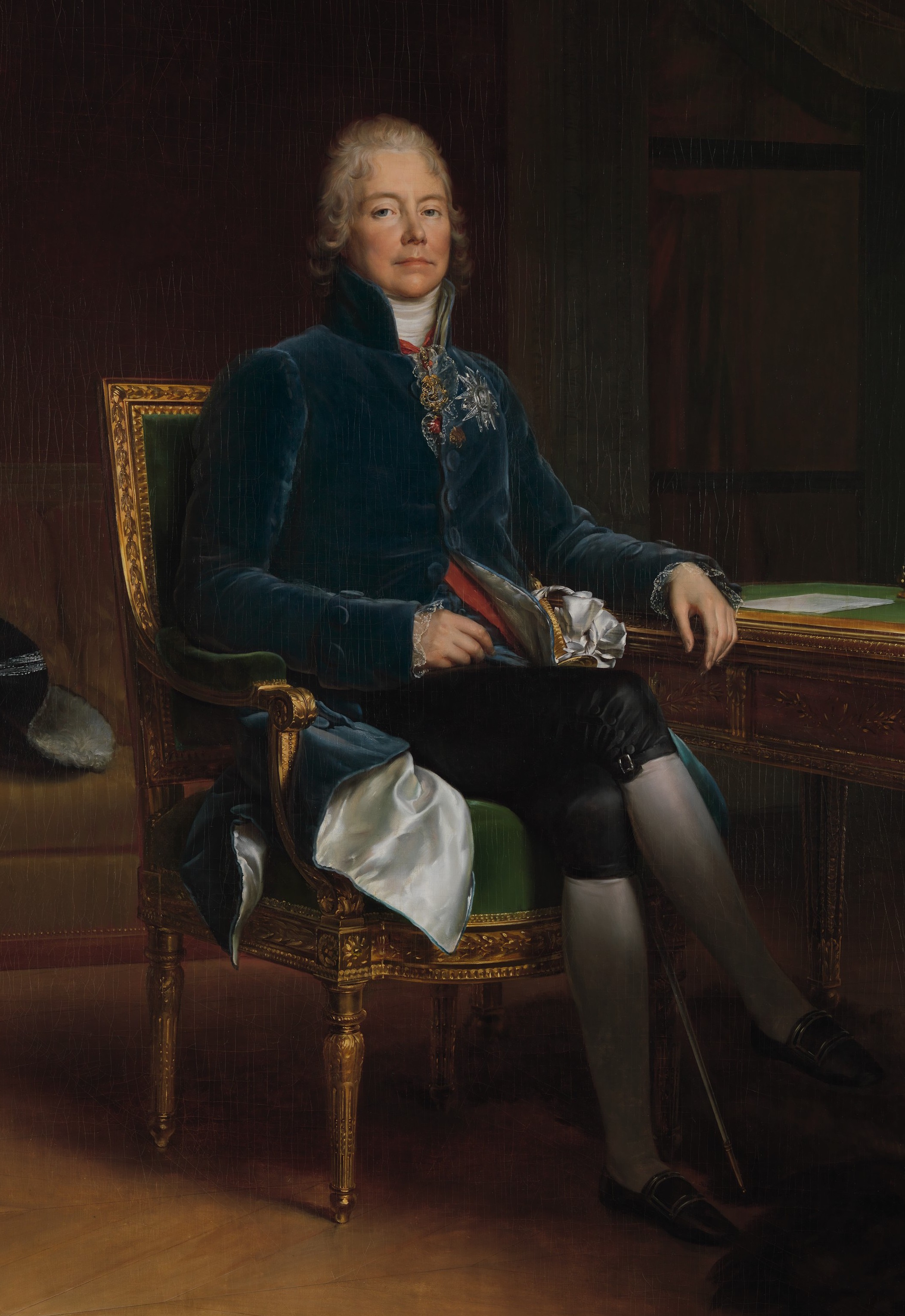
Шарль Моріс де Талейран-Перігора

Номінально воно було суверенним, але князь мав скласти присягу королю.
Територія князівства була обмежена містом Беневенто і декількома навколишніми поселеннямиі. Його периметр становив 36 неаполітанських миль (що дорівнює 66,78 км). На додаток до столиці Беневенто, він включав контадо, який поділявся на 12 центрів: Сант-Анджело-а-Куполо, Мотта, Панеллі, Пастене, Маккабей, Баньяра, Монторсо, Макколі, Перілло, Скіарра, Сан-Леучо-дель-Санніо, Сан-Марко-ай-Монті.
Князівство було недовготривалим. Талейран ніколи не мешкав довго в ньому і фактично не правив сам своїм новим князівством. У 1815 році, після наполеонівських війн, місто передали Папській державі. У 1860 році Беневенто разом із Понтекорво, іншим південноіталійським папським ексклавом, приєднали до новопосталого Італійського королівства.

## Перелік князів Беневенських
- Шарль Моріс де Талейран-Перігор (1806—1815)